# Jeep Compass
Jeep Compass — компактний кросовер, що випускається з 2006 року «позашляховим» підрозділом Chrysler — Jeep. Compass, як і Patriot, займає положення між міні-позашляховиком Wrangler і більшими SUV — компактним позашляховиком Cherokee і середньорозмірним позашляховиком Grand Cherokee. Крім того, це один з перших кросоверів Jeep.

## Перше покоління (MK49; 2006—2016)

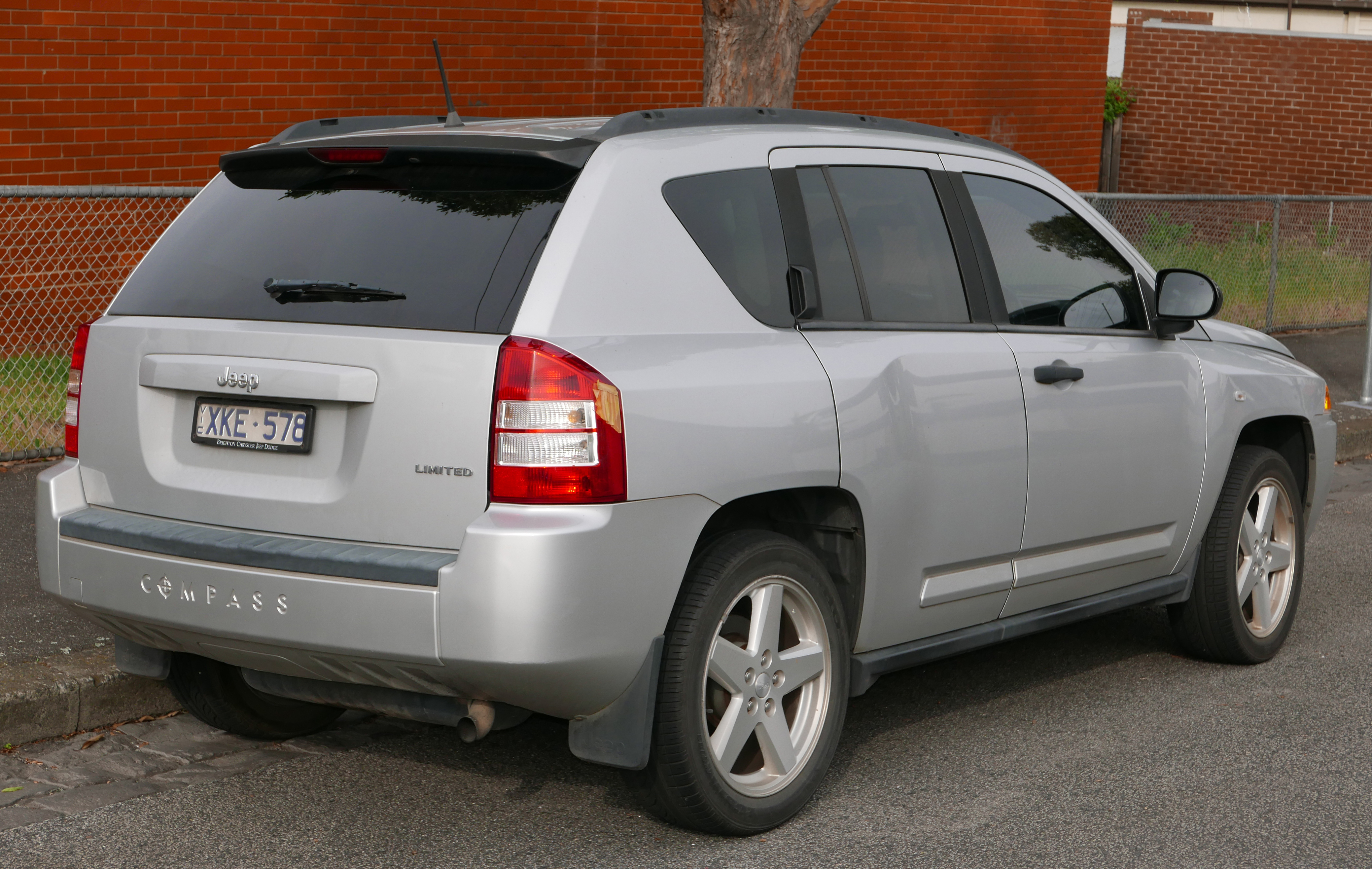
Jeep Compass І (2006—2010)

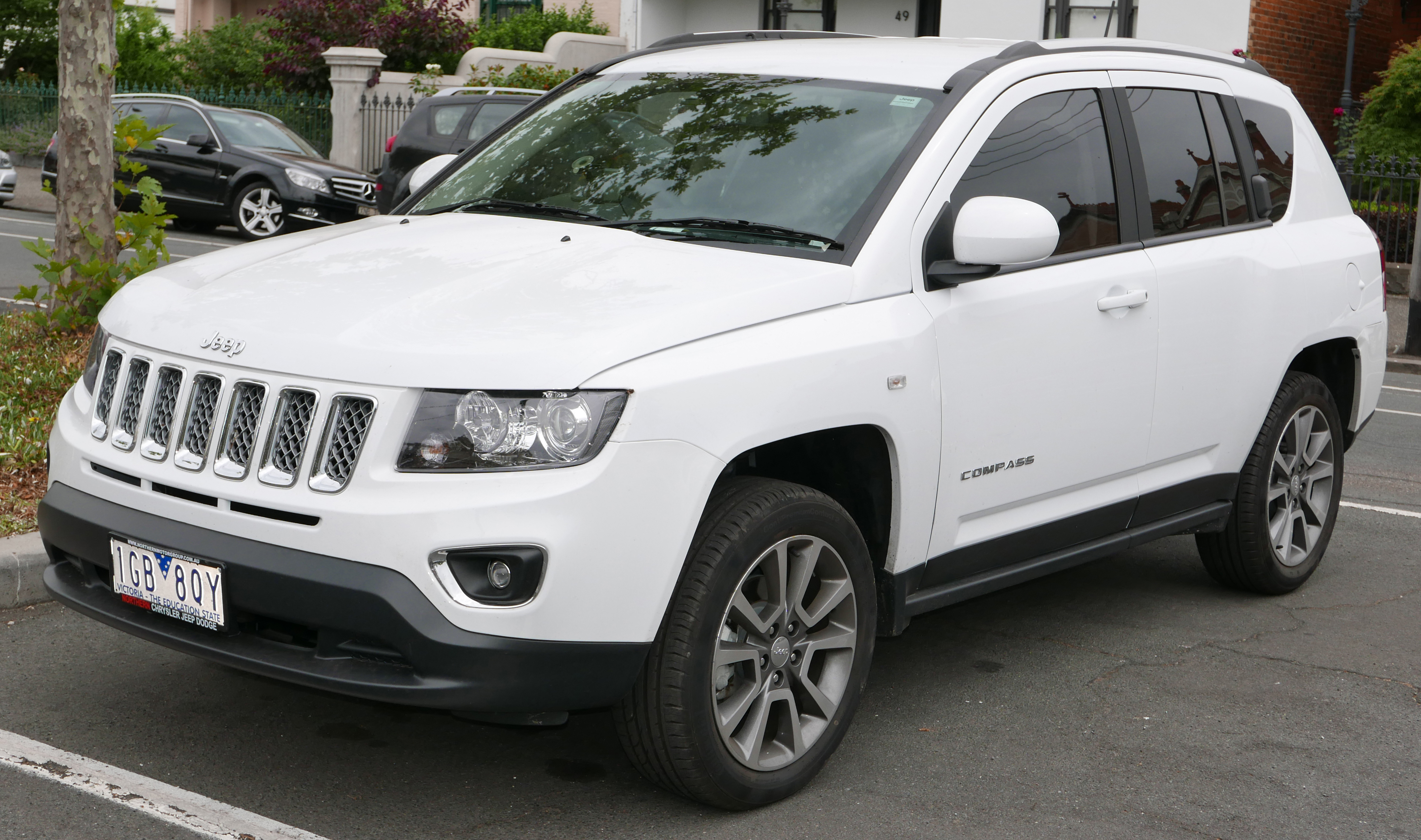
Jeep Compass І (з 2011)

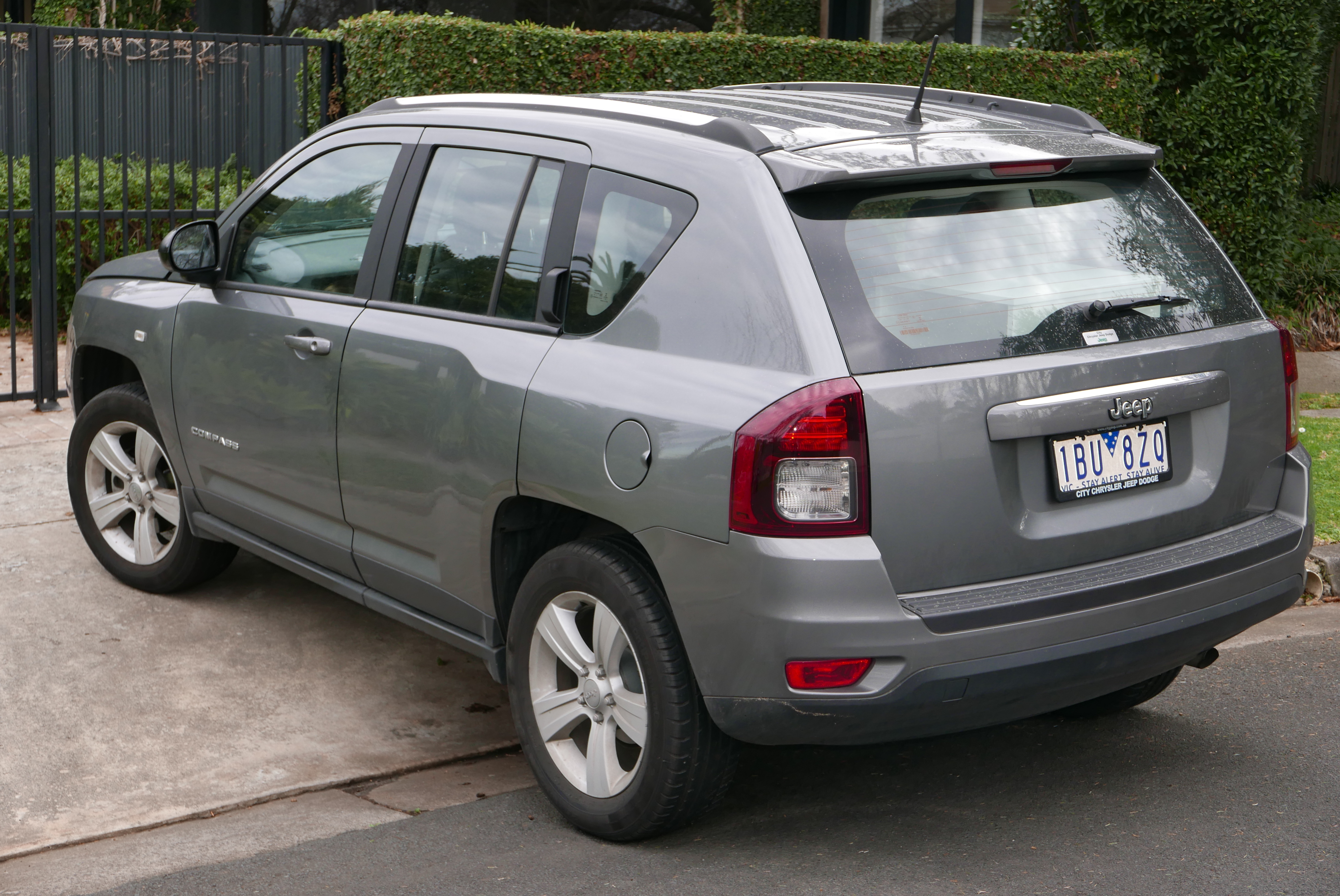
Jeep Compass І (з 2011)

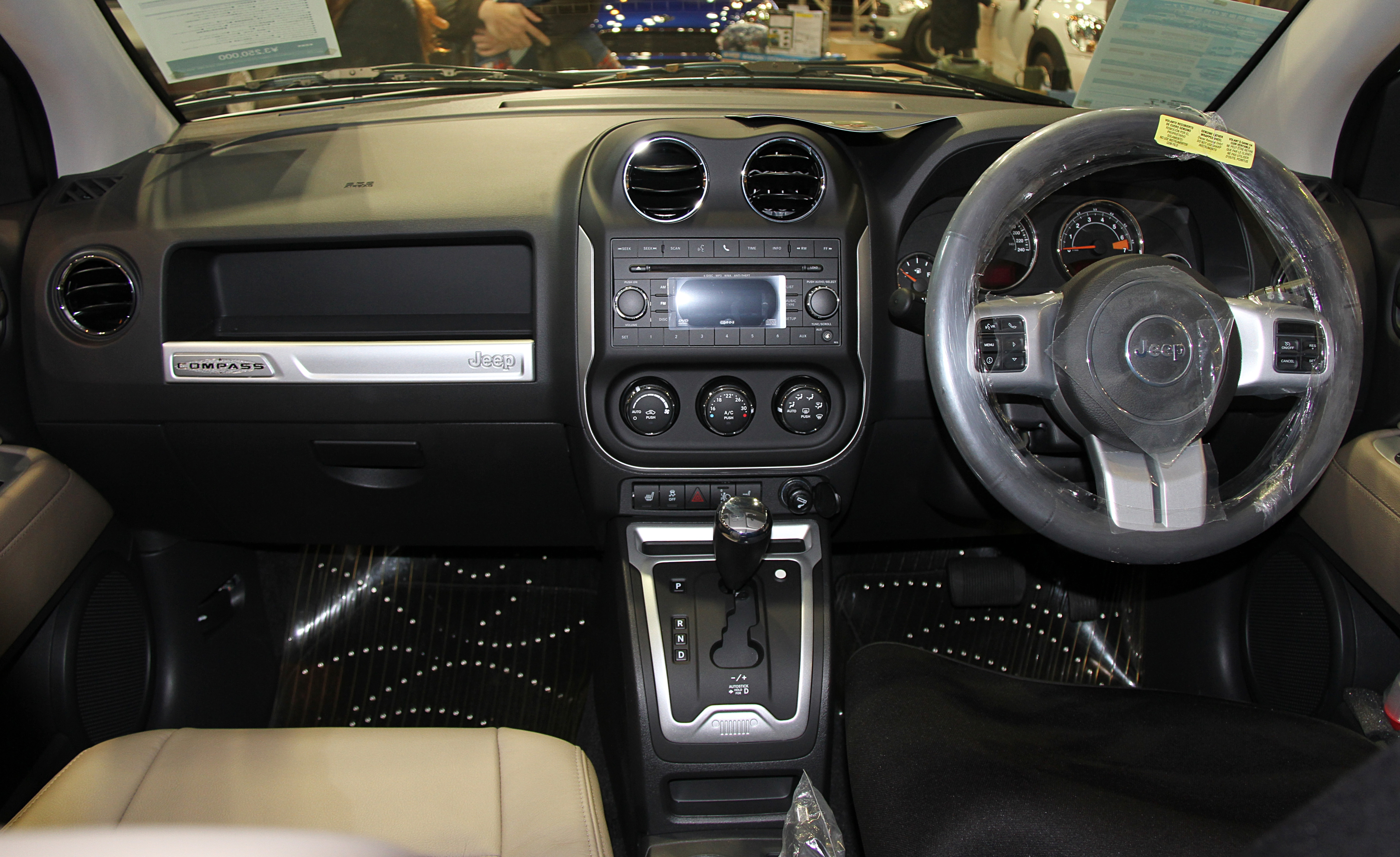
Салон Jeep Compass І

### Концепт-кар
Jeep Compass вперше з'явився за чотири роки до введення у виробництво, його світова прем'єра як концепт-кара з такою ж назвою відбулася на Північноамериканському міжнародному автосалоні в Детройті в 2002 році. Він мав трьохдверний кузов, повний привід і 3,7-літровий двигун V6.

### Надходження до продажу
Серійна версія Compass дебютувала в січні 2006 року на Північноамериканському міжнародному автосалоні. Перший екземпляр був зібраний 30 травня 2006 року в Белвідер (Іллінойс), де до цього виготовлявся Dodge Neon.
Compass 2007—2010 модельних років не мав збоку за передніми крилами значків з назвою автомобіля, однак зразки 2011 модельного року отримали їх, так як тепер Compass став кросовером в звичному розумінні цього терміна. Зараз такі значки окрім нього має тільки Grand Cherokee, в той час як Wrangler, Patriot і Cherokee, що не мають їх, виробляються для поїздок поза дорогами і мають класичний дизайн. Compass і Patriot засновані на платформі Mitsubishi GS, яка у Chrysler має назву Chrysler PM/MK.

### Рестайлінг 2011
У 2011 році Jeep Compass був підданий рестайлінгу: він став схожий на Grand Cherokee, але при цьому зберіг ідентичну задню частину і ручки задніх дверей поруч зі склом. Compass також обзавівся переглянутою підвіскою для кращої керованості, зміненим інтер'єром з великою кількістю стандартного устаткування, а також багато іншого, включаючи опціональний пакет Freedom Drive II Off-Road, який включає в себе безступінчату коробку передач, всюдихідні шини з 17-дюймовими алюмінієвими дисками, захисні пластикові щитки, систему повного приводу і збільшений на 2,5 сантиметра кліренс.
Крім того, в 2011 році Chrysler випустили спеціальну модель Compass, присвячену 70-річчю Jeep, яка включає в себе різні оновлення, спеціальні інтер'єри, значки, диски, доступну тільки в трьох кольорах кузова: Бронзова Зірка, Яскравий Сріблястий і Чорний (Bronze Star, Bright Silver і Black відповідно).

### Двигуни
Бензинові
- 2.0 л World Р4 156 к.с. (2011—2015)
- 2.4 л World Р4 170 к.с. (з 2006)

Дизельні
- 2.0 л VW EA188 Р4 140 к.с. (2007—2011)
- 2.2 л OM651 Р4 136 к.с. (2011—2015)
- 2.2 л OM651 Р4 163 к.с. (2011—2015)

## Друге покоління (MP/552; з 2016)

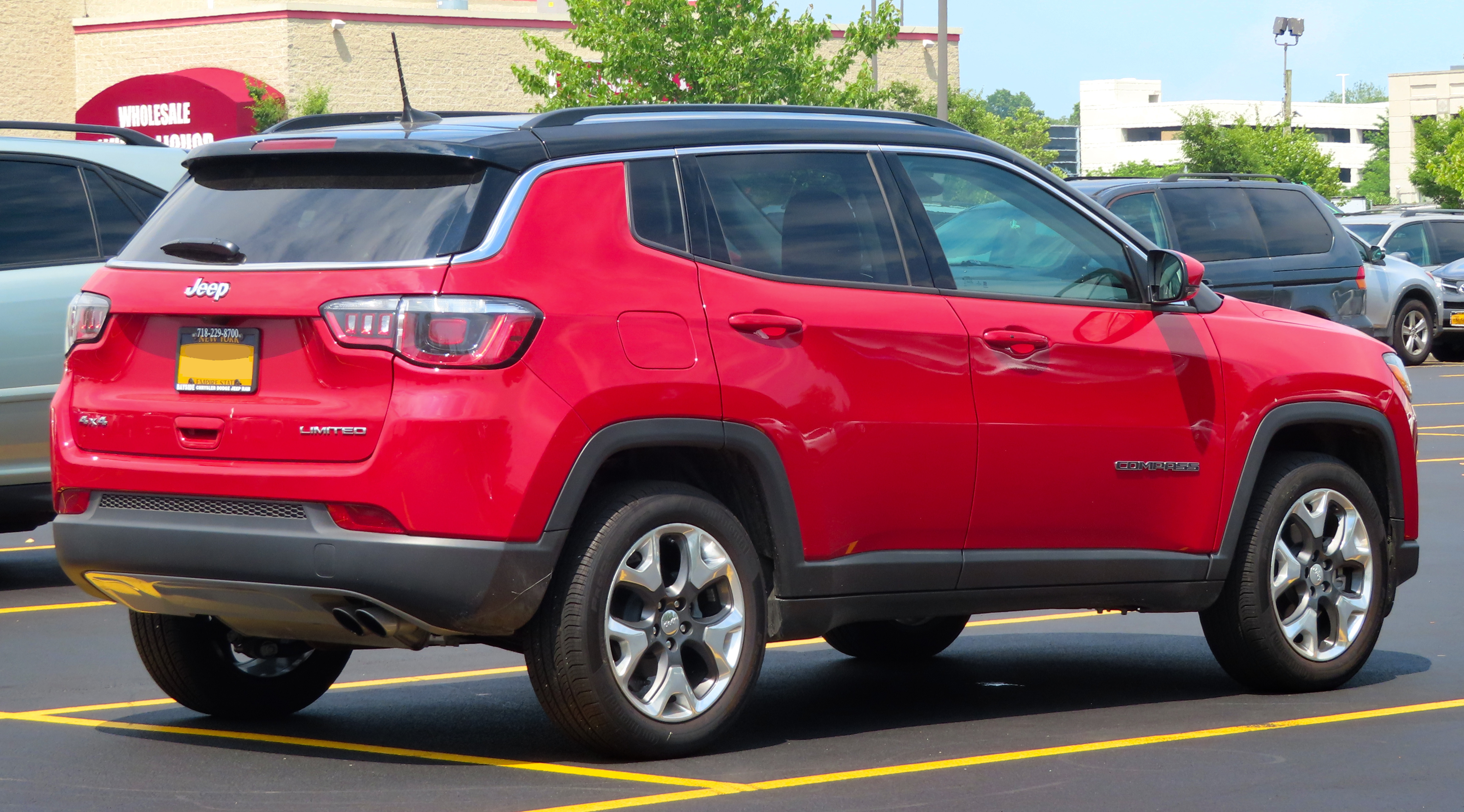
Jeep Compass ІІ

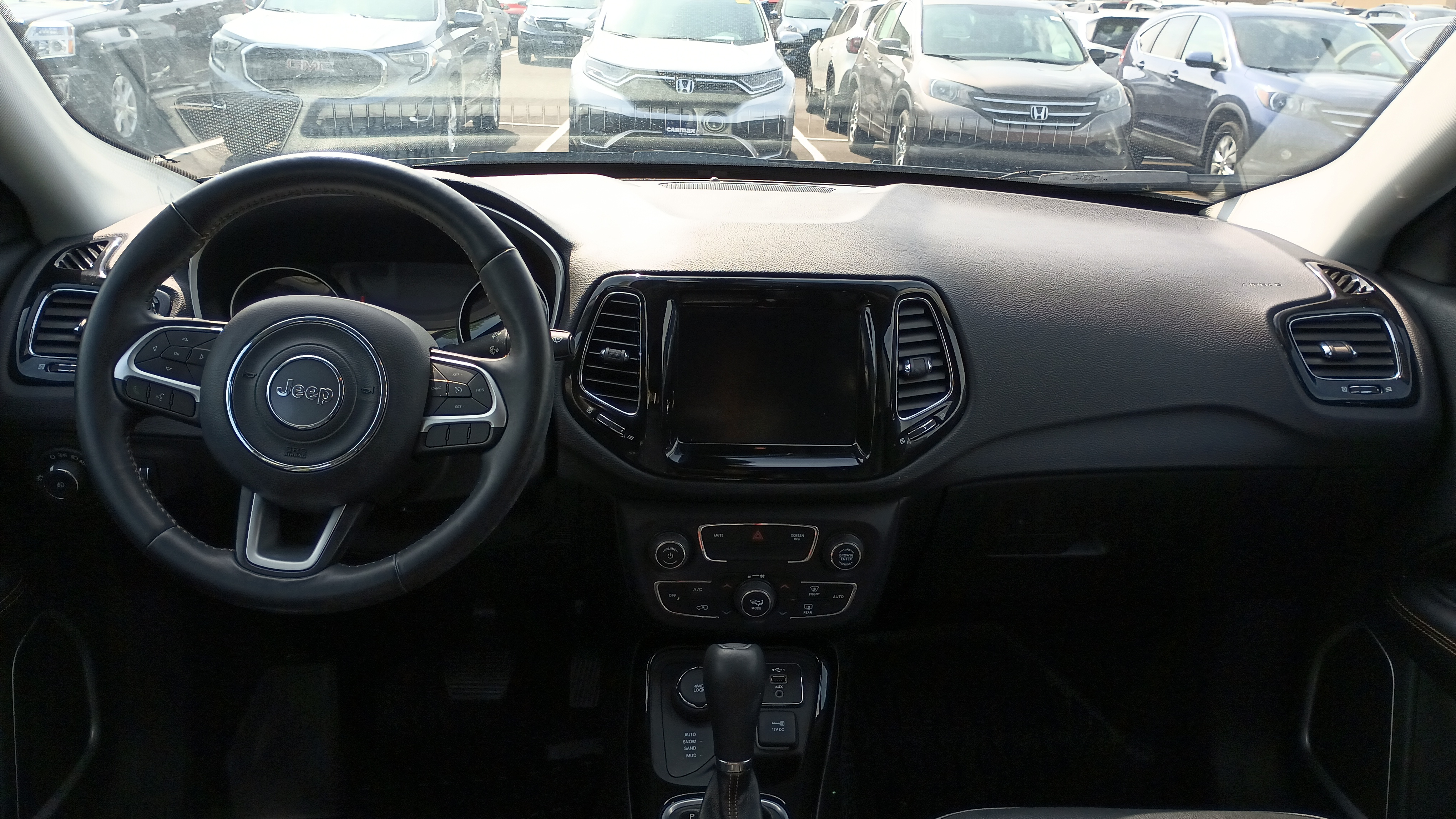
(2016-2020)

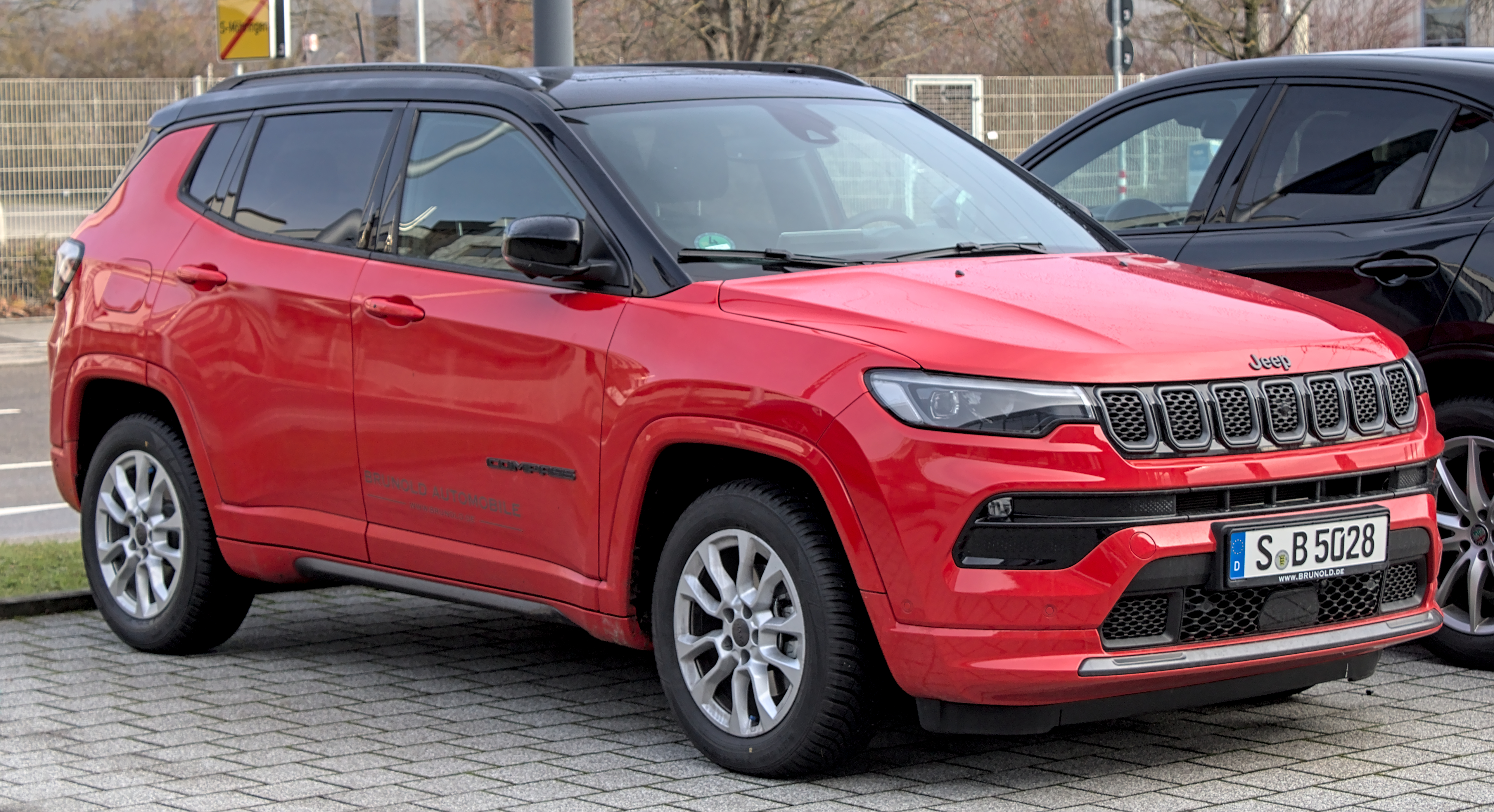
Jeep Compass ІІ (з 2021)

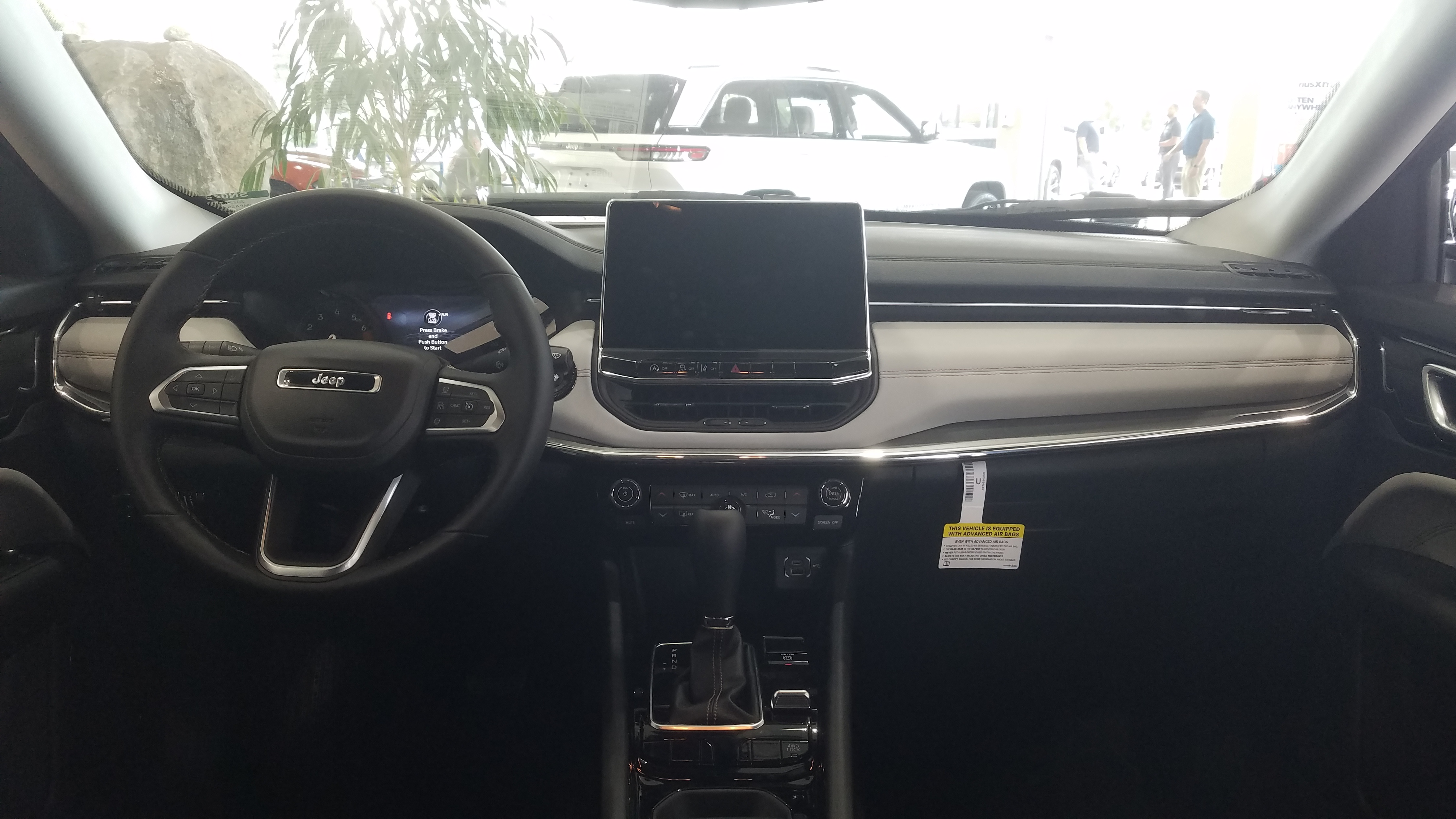
(з 2021)

Влітку 2016 року дебютував Jeep Compass другого покоління, збудований на подовженій платформі GM Fiat Small Wide 4x4 від Jeep Renegade. Автомобіль замінив зразу дві моделі Jeep Patriot і Jeep Compass першого покоління. Новинка комплектується бензиновими двигунами 1,8 л і 2,4 л Tigershark або турбодизелем 2,0 л MultiJet2, всі двигуни агрегатуються з 9-ст. АКПП.
Compass доступний у чотирьох різних рівнях обробки: база Sport, середнього рівня Latitude, розкішний Limited і Trailhawk, що працює на бездоріжжі.
Всі рівні обробки доступні як з приводом на передні колеса, так і з повним приводом, за винятком Trailhawk, який доступний лише в повноприводній конфігурації. Більш ніж 65 відсотків кузова виконані з високоміцної сталі.
У 2016 році Compass доповнено новим високотехнологічним обладнанням. Базова комплектація Компаса в модифікації Sport представлена: кондиціонером, круїз-контролем, електропривідними бічними дзеркалами з підігрівом, електропривідними вікнами, 4 динаміками, AM / FM / CD аудіосистемою і 16-дюймовими легкосплавними дисками. Модифікація Latitude включає в себе: автоматичну коробку передач, передні сидіння з підігрівом, вдосконалену інформаційно-розважальну систему і шкіряну обшивку керма.
Compass 2020 це частина покоління, яке з'явилося у 2017 році. На 2019 модельний рік Jeep зробили стандартним 7.0-дюймовий сенсорний екран, а  на 2020 пакети безпеки «Safety and Security» і «Advanced Safety» стали доступними моделі початкового рівня. Б/у моделі коштуватимуть помітно менше, база у них буде майже ідентичною. Версії з попереднього покоління обійдуться ще менше, але вони не матимуть переваг редизайну 2017 року, внаслідок якого покращилися позашляхові можливості, став більш вишуканим салон і з'явилися Apple CarPlay і Android Auto.
Jeep оновив Compass для 2021 модельного року. Виробник припинив комплектувати позашляховики Компас механічною коробкою передач. Також було представлено ювілейну версію Jeep Compass 80th Anniversary Edition.
У 2022 році Jeep Compass отримав масштабне оновлення екстер'єру, інтер'єру та технологій. До інфорамційно-розважальної системи додались стандартні бездротові Apple CarPlay та Android Auto, а також мультимедійний інтерфейс Uconnect 5. Compass 2022 року доступний з підігрівом заднього ряду сидінь. 
У 2023 році Jeep зробив повний привід стандартним для Compass та додав 200-сильний 2,0-літровий турбодвигун. 

### Compass PHEV

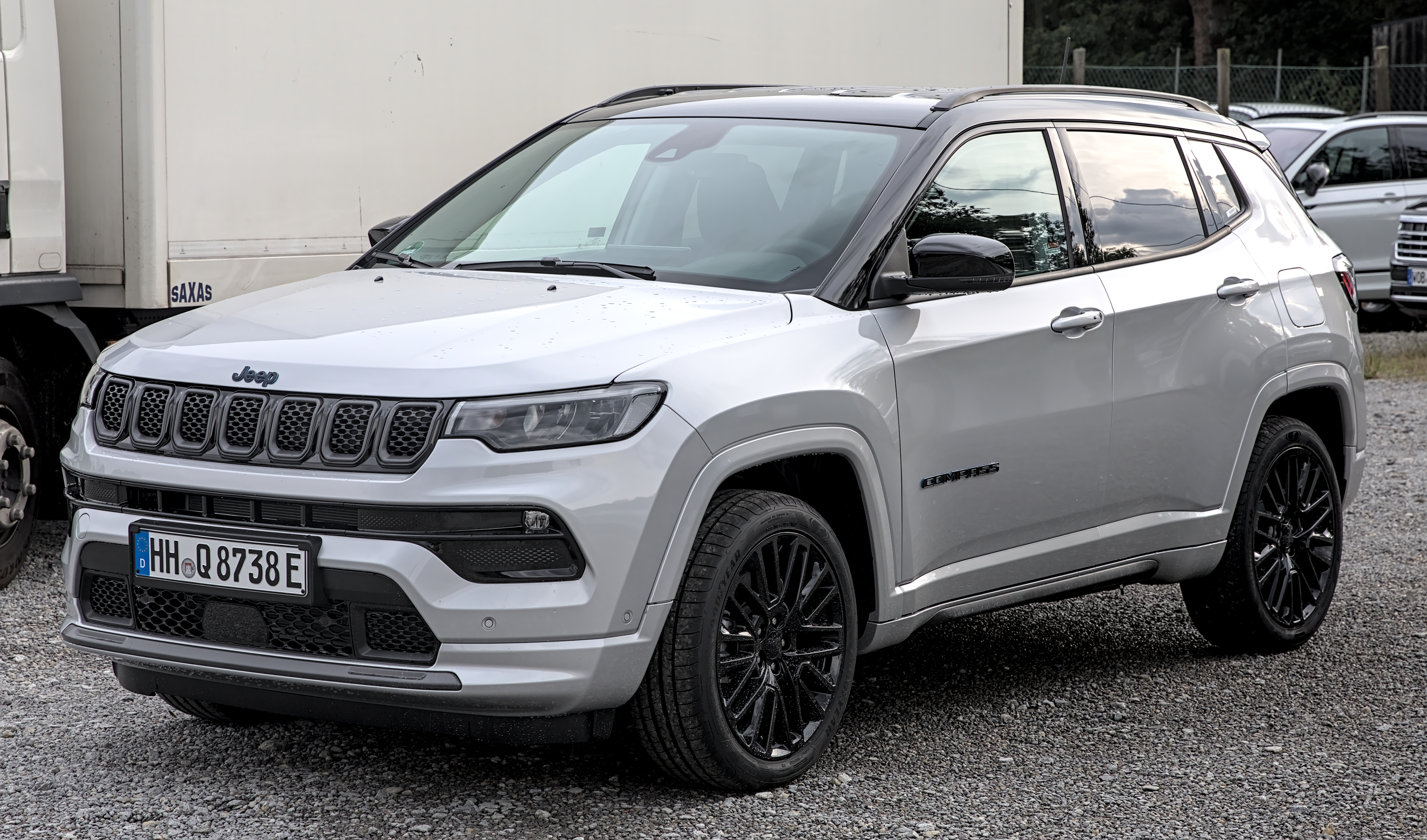
Jeep Compass PHEV

В березні 2019 року на Женевському автосалоні дебютував гібрид Jeep Compass PHEV з двигуном 1.3 л GSE і електродвигуном сумарною потужністю 240 к.с. Кросовер здатний проїхати на електротязі приблизно 50 км, а зарядити акумулятор можна від розетки. Максимальна швидкість в такому режимі — 130 км/год. У гібридному режимі машини здатні розігнатися до 100 км/год приблизно за сім секунд. А ще PHEV мають свою комбінацію приладів зі шкалою енергообміну замість спідометра.

### Двигуни
Бензинові
- 1.3 л GSE T4 Р4 turbo 130 к.с.
- 1.3 л GSE T4 Р4 turbo 150 к.с.
- 1.4 л MultiAir Р4 140 к.с. (з 2017)
- 1.4 л MultiAir Р4 170 к.с. (з 2017)
- 2.0 л Tigershark Р4 159—166 к.с. (з 2016) — тільки для Бразилії
- 2.4 л Tigershark Р4 186 к.с. (з 2016)

Дизельні
- 1.6 л MultiJet Р4 120 к.с. (з 2017)
- 2.0 л MultiJet Р4 140 к.с. (з 2017)
- 2.0 л MultiJet Р4 170 к.с. (з 2017)

Гібридний
- 1.3 л GSE T4 Р4 turbo (PHEV) + електродвигун сумарною потужністю 240 к.с.

## Третє покоління (J4U; з 2025)
У листопаді 2023 року компанія Stellantis оголосила, що виробництво Compass наступного покоління в Північній Америці відбуватиметься на заводі в Брамптоні в Онтаріо, Канада, тоді як європейське виробництво — на заводі Stellantis у Мельфі, Потенца, Італія.  
Stellantis також підтвердила, що новий Compass буде побудований на платформі STLA Medium, яка лежить в основі кількох автомобілів Stellantis, Peugeot 3008, Peugeot 5008, Citroen C5 Aircross та Opel Grandland.
Compass третього покоління було представлено 5 травня 2025 року. 

### Двигуни
Бензинові:
- 2.0 L GME turbo I4 (Пн. Америка)
- 1.6 L PSA/Stellantis Prince EP6 turbo I4 (Європа)

Бензинові hybrid:
- 1.2 L PSA/Stellantis PSA EB2DTS turbo I3 (MHEV, Європа)
- 1.6 L PSA/Stellantis Prince EP6 turbo I4

## Продажі
| Календарний рік | США     | Канада | Індія  | Інші   | Всього  |
| --------------- | ------- | ------ | ------ | ------ | ------- |
| 2006            | 18,579  | 2,504  |        |        |         |
| 2007            | 39,491  | 10,229 |        |        |         |
| 2008            | 25,349  | 9,423  |        |        |         |
| 2009            | 11,739  | 5,176  |        |        |         |
| 2010            | 15,894  | 4,610  |        |        |         |
| 2011            | 47,709  | 6,619  |        |        |         |
| 2012            | 40,235  | 6,003  |        |        |         |
| 2013            | 52,993  | 6,228  |        | 62,405 | 121,626 |
| 2014            | 61,264  | 5,808  |        | 67,557 | 134,629 |
| 2015            | 66,698  | 3,729  |        | 38,199 | 108,626 |
| 2016            | 94,061  | 4,242  |        |        |         |
| 2017            | 65,142  | 6,443  | 13,139 |        |         |
| 2018            | 171,167 | 9,435  | 18,287 |        |         |
| 2019            | 143,934 | 7,652  |        |        |         |